# Парламентские выборы в Люксембурге (1984)
Парламентские выборы в Люксембурге прошли 17 июня 1984 года На них на 5-летний срок были избраны 64 члена Палаты депутатов Люксембурга.
В результате выборов правящая Христианско-социальная народная партия получила 25 мест и вновь стала крупнейшей парламентской партией, создав коалицию с ЛСРП.

## Результаты
Результаты парламентских выборов в Люксембурге 17 июня 1984
| Партия                               | Партия                                         | Голоса    | %*   | Места | Изменение |
| ------------------------------------ | ---------------------------------------------- | --------- | ---- | ----- | --------- |
|                                      | Христианско-социальная народная партия         | 1,148,085 | 36.7 | 25    | +1        |
|                                      | Люксембургская социалистическая рабочая партия | 1,104,740 | 31.8 | 21    | +7        |
|                                      | Демократическая партия                         | 614,627   | 20.4 | 14    | -1        |
|                                      | Коммунистическая партия Люксембурга            | 165,960   | 4.4  | 2     | 0         |
|                                      | Зелёная альтернативная партия                  | 169,862   | 4.2  | 2     | новая     |
|                                      | Независимая социалистическая партия            | 81,002    | 2.4  | 0     | -1        |
|                                      | Прочие партии                                  | 6,686     | 0.2  | 0     | –         |
| Недействительных/пустых бюллетеней   | Недействительных/пустых бюллетеней             | 11,657    | –    | –     | –         |
| Всего                                | Всего                                          | 191,651   | 100  | 64    | +5        |
| Зарегистрированных избирателей*/Явка | Зарегистрированных избирателей*/Явка           | 215,792   | 88.8 | –     | –         |
| Источник: Nohlen & Stöver            |                                                |           |      |       |           |

* Доля голосов не соответствует количеству поданных голосов, так как избиратели из различных округов имеют различное количество бюллетеней. Доля голосов рассчитывается на основе пропорции голосов в каждом отдельном округе.